# Den Opgående Sols Orden
Den Opgående Sols Orden (japansk: 旭日章, kyokujitsu shō) er en japansk orden. Den blev indstiftet 10. april 1875 af Mutsuhito, Meiji-kejseren, som den første orden i Japan. Den kan tildeles japanere, såvel som udenlandske statsborgere, og for både civile og militære fortjenester. Fra 2002 kan ordenen også tildeles kvinder. Ordenen er opkaldt efter solopgangen, motivet i Japans flag, og henviser til ophavsmyten hvor det japanske folk siges at stamme fra solgudinden Amaterasu. Den Opgående Sols Orden rangerer efter Krysantemumordenen og er jævnbyrdig med Den hellige skats orden.

## Inddeling
Ved stiftelsen i 1875 bestod Den Opgående Sols Orden af otte grader. Sammen med andre ordener blev den reformeret i 2002 og fik da seks grader. Betegnelserne for ordensgraderne er for en stor del særjapanske:
- Storbånd
- Guld- og sølvstjerne
- Gyldne stråler med bånd om halsen
- Gyldne stråler med roset
- Guld- og sølvstråler
- Sølvstråler

## Insignier
Ordenstegnet for Den Opgående Sols Orden består af en midtmedaljon med en rød glascabochon omgivet af en guldkant. Denne er indsat i en stjerne med 32 hvidemaljerede stråler af guld eller sølv. Ordenstegnet er ophængt i båndet i et led dannet af et paulowniablad i grøn emalje med blomster i violet. Antallet af blomster varierer. For de fire højeste klasser er der 15 blomster (arrangeret fire over syv over fire), mens de to laveste grader har 11 blomster (arrangeret tre over fem over tre). Paulownia-blomsten er et kejserligt emblem.
Ordensstjernen har ordenstegnet sat på en ekstra sol med grupper af ni stråler.
Ordensbåndet er hvidt med røde kanter, de japanske flagfarver.

## Tildeling
Den Opgående Sols Orden tildeles hovedsageligt medlemmer af Japans nationalforsamling og vigtige personer i erhvervslivet. Fra 2002 kan den også tildeles kvinder. Ordenerne tildeles ordinært to gange om året, 29. april og 3. november. Ekstraordinære tildelinger kan ske udenom dette, for eksempel til udlændinge i forbindelse med statsbesøg. Der er ingen talmæssige begrænsninger på tildeling af Den opstigende sols orden.